# Akureyri

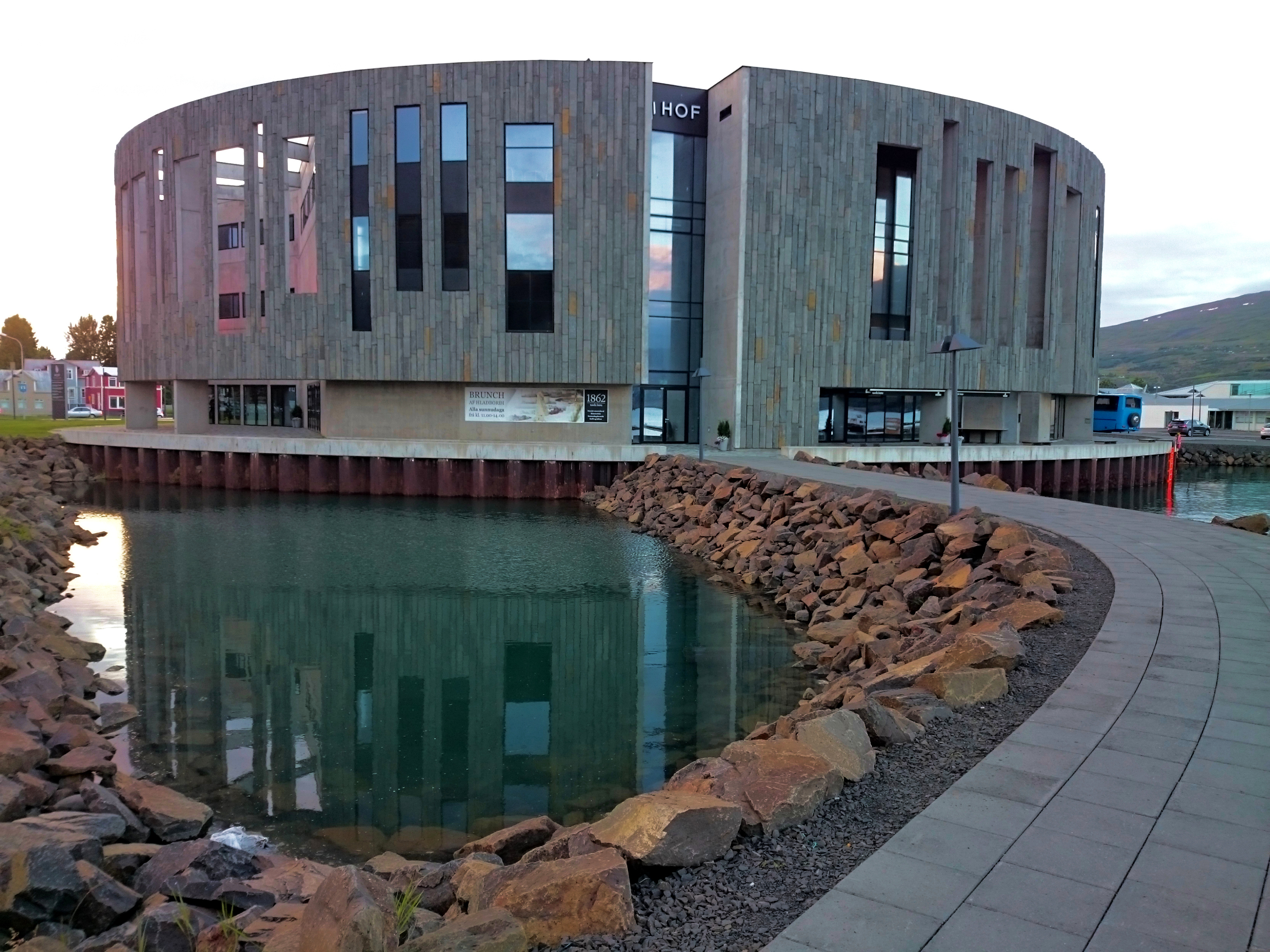
Hof Cultural and Conference Center

Akureyri  è una città dell'Islanda settentrionale. È la seconda area urbana del paese (dopo l'Höfuðborgarsvæðið) ed il quarto comune d'Islanda (dopo Reykjavík, Kópavogur e Hafnarfjörður).
Chiamata "Città del sole di mezzanotte" o anche "Capitale dell'Islanda del Nord", Akureyri è un importante porto e centro di pesca, con una popolazione di 18.925 abitanti. Nonostante l'area fosse già edificata dal IX secolo, Akureyri ricevette lo status di città solo nel 1786, lo perse nel 1836 e lo guadagnò definitivamente nel 1862. La città è stata anche utilizzata dagli alleati della seconda guerra mondiale come base per alcune operazioni. Un'ulteriore crescita si è verificata quando, finita la guerra, molti islandesi hanno preferito migrare dalle campagne alle città.
Dal 2009 ha inglobato il comune di Grímsey situato sull'omonima isola.
Akureyri si trova in fondo all'Eyjafjörður, il fiordo più lungo dell'Islanda centro-settentrionale. Attraversata da un fiume, il Glerá, la città è a meno di 100 km a sud del Circolo polare artico.

## Storia

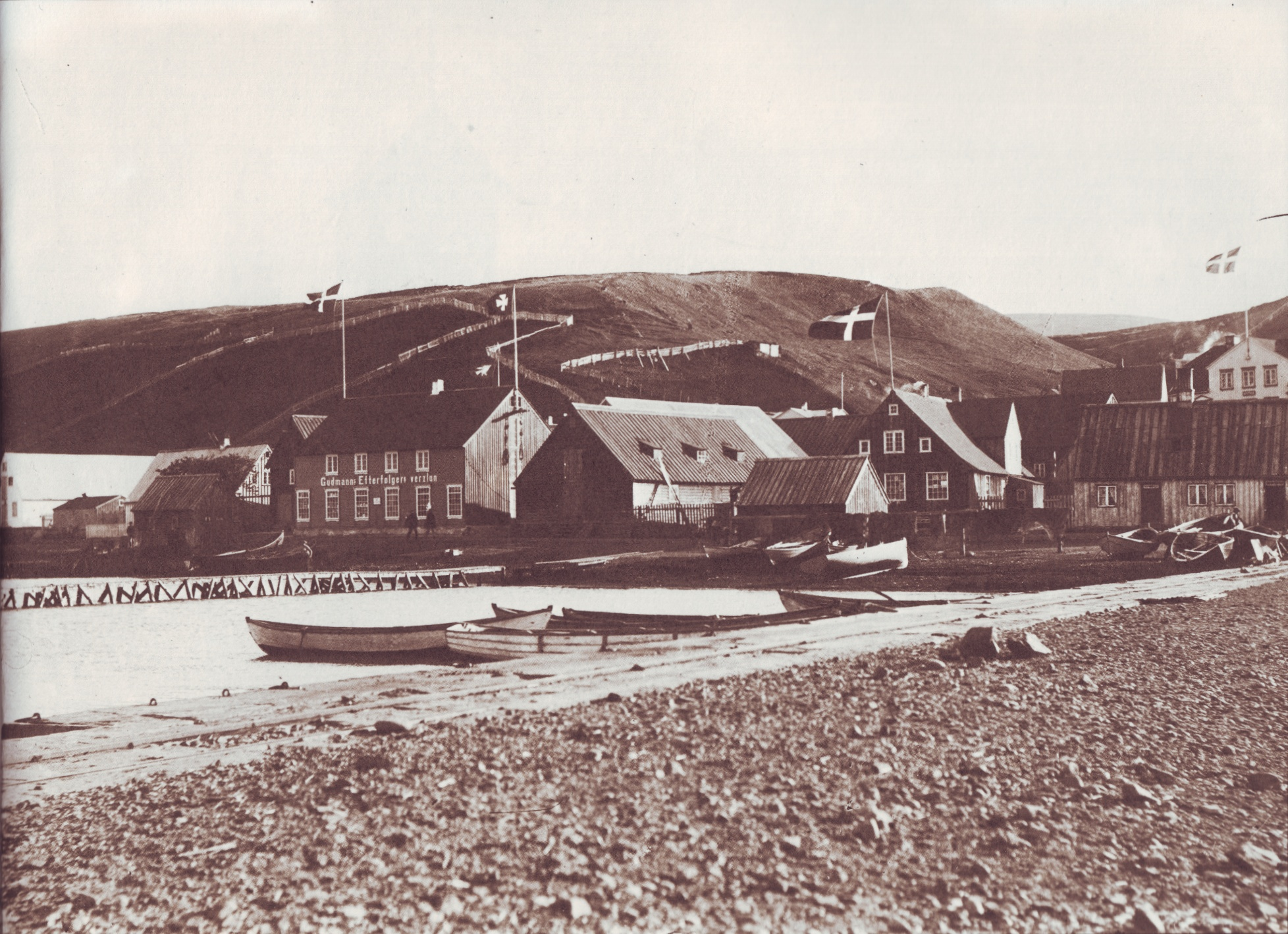
Akureyri nel XIX secolo.

Il vichingo Helgi «magri» (il magro) Eyvindarson fu il primo a stabilirsi nella regione nel IX secolo. La prima menzione scritta di Akureyri risale al 1562 ed è un documento giudiziario riguardante la condanna di una donna per adulterio. Nel XVII secolo, alcuni mercanti danesi si stabilirono nell'attuale sito di Akureyri, sia per l'eccezionale porto naturale sia per la fertilità del terreno. I mercanti trascorrevano buona parte dell'anno ad Akureyri, per poi tornare in Danimarca per l'inverno.
Tuttavia, il primo insediamento permanente ad Akureyri risale al 1778, ed otto anni dopo la città è stata riconosciuta come tale da un provvedimento del re di Danimarca, insieme ad altre cinque città. Il re, con questa mossa, sperava di migliorare le condizioni di vita degli abitanti dell'isola, perché a quel tempo l'Islanda non aveva aree urbane. Per quanto riguarda Akureyri, il provvedimento si dimostrò ben presto un fallimento, poiché la popolazione iniziale di 12 abitanti non era aumentata nel corso degli anni. Akureyri quindi perse il suo status di città nel 1836, ma lo recuperò definitivamente nel 1862. Pertanto, Akureyri ha iniziato a crescere grazie alla posizione strategica del suo porto e anche attraverso la produzione agricola nella regione. I prodotti agricoli hanno dato un contributo importante all'economia locale.
Durante la seconda guerra mondiale, Akureyri è stata una delle tre basi aeree utilizzate in Islanda da una squadra anglo-norvegese. Gli aerei decollavano da Akureyri per proteggere i convogli degli Stati Uniti, che si dirigevano verso il Regno Unito e Murmansk (Russia), dagli attacchi dei sottomarini tedeschi.
Nel XX secolo, l'Islanda vide un esodo di massa dalle campagne verso le città ed Akureyri progredì velocemente, grazie soprattutto alla pesca ed al commercio. Oggi, anche l'industria high tech svolge un ruolo importante per l'economia della città. Infine, il turismo ricopre certamente il ruolo più importante per la crescita dell'economia locale.

## Geografia fisica

### Territorio

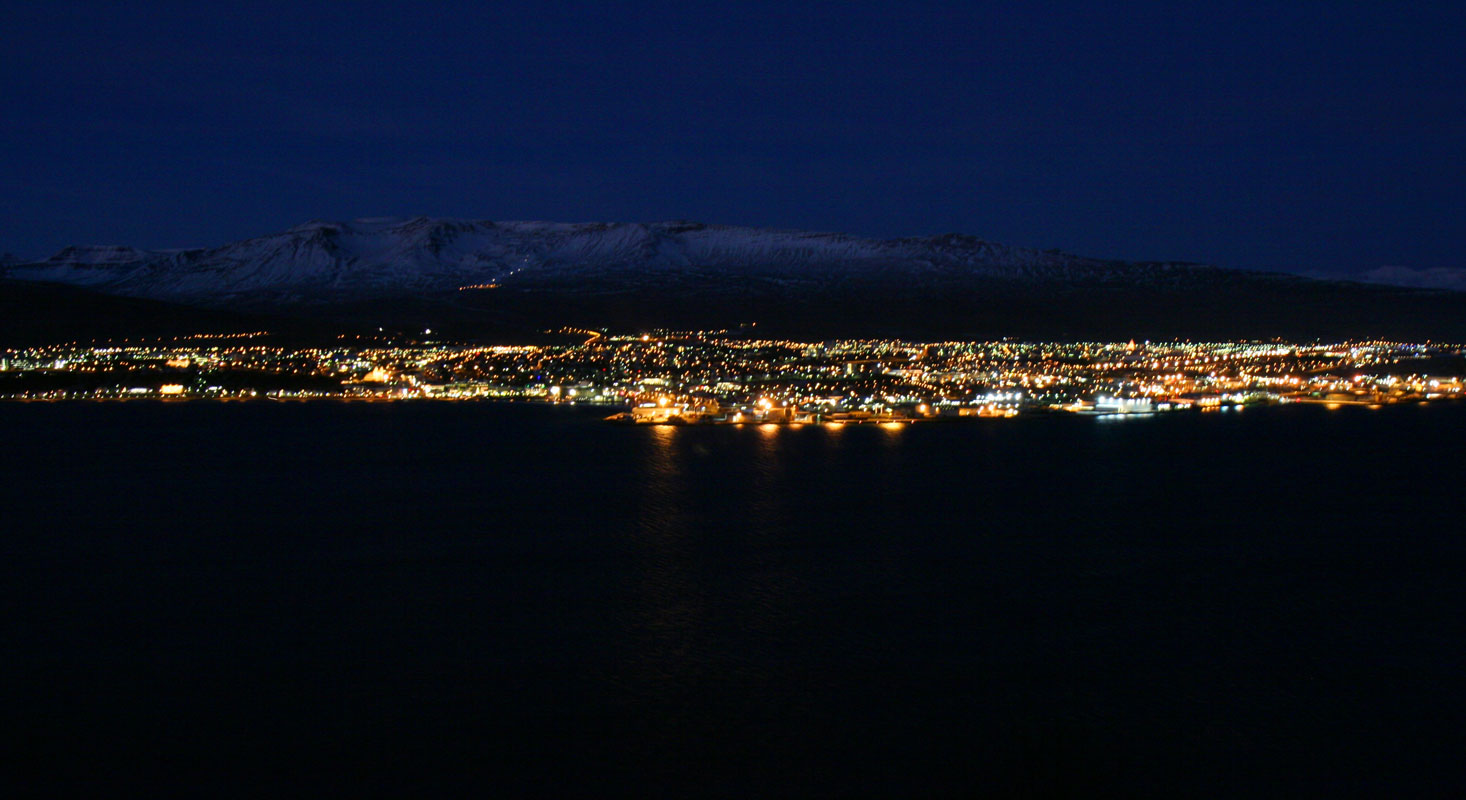
Akureyri vista dalla sponda orientale dell'Eyjafjörður in una mattina del novembre 2007.

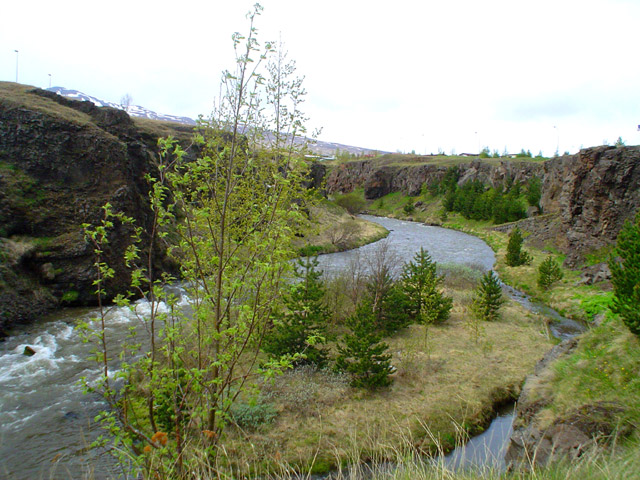
Il fiume Glerá.

Akureyri è situata 100 km a sud del Circolo polare artico ed è posizionata sulla sponda occidentale al termine dell'Eyjafjörður, il fiordo più lungo dell'Islanda centro-settentrionale.
È circondata da montagne, la più alta delle quali è il "Kista" (1447 metri) con un altro picco di 1538 metri a capo della "Glerádalur" (valle del Glerá). Sorge su una stretta striscia costiera pianeggiante; l'entroterra è costituito da colline ripide ma basse. Nei tempi più antichi, alcune lingue di terra (islandese: eyri, da qui il nome Akur-eyri) sporgevano dalla costa. Si pensa quindi che il nome della città sia probabilmente derivato dal nome di un campo (islandese: akur), che potrebbe essere stato vicino ad alcuni dei luoghi più riparati dal fiume.
La parte di mare tra il porto e la fine del fiordo è nota come "Pollurinn" ("la Piscina") ed è conosciuta per i venti calmi e la presenza di un discreto porto naturale. Oggi, Akureyri è concentrata sulla Ráðhústorg (Piazza del Municipio), appena a nord-ovest del "Pollurinn". A causa del fatto che la città è situata alla fine di un lungo fiordo ed è circondata da alte montagne, il clima è in realtà più continentale che oceanico, il che significa maggiori variazioni di temperatura (estati più calde e inverni più freddi) che in molte altre parti abitate d'Islanda. Tuttavia le montagne proteggono la città da forti venti. Il clima estivo relativamente mite consente lo sviluppo dell'Orto Botanico senza bisogno di una serra. L'area intorno ad Akureyri ha uno dei climi più caldi in Islanda, sebbene disti dal Circolo polare artico circa 100 km.

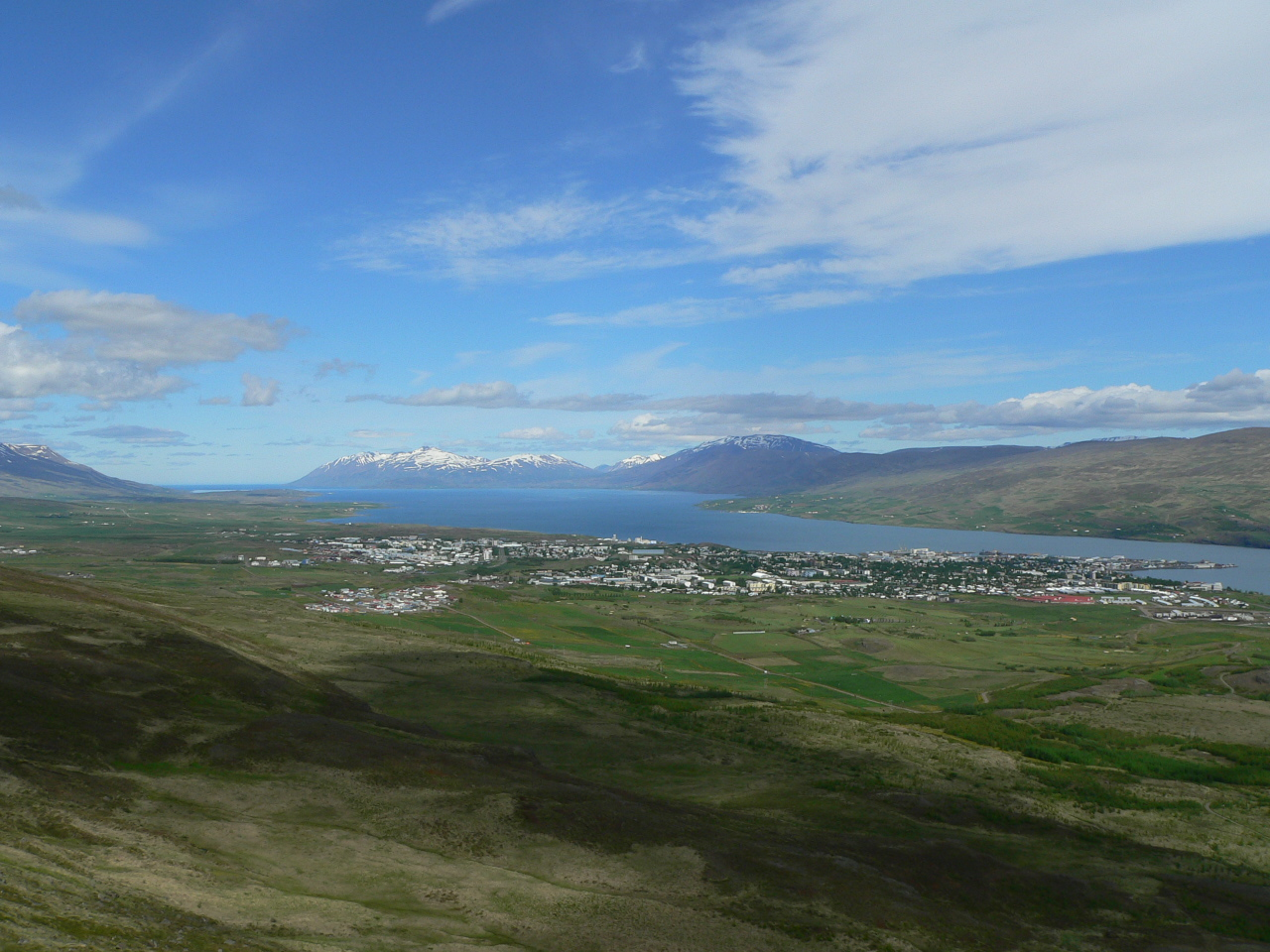
L'Eyjafjörður con, in primo piano, Akureyri.

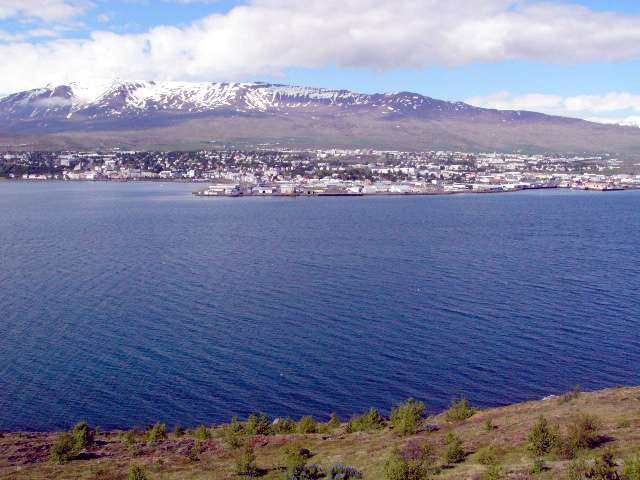
Akureyri.

### Clima
Akureyri ha un clima continentale con estati brevi, asciutte e fresche e con inverni lunghi, rigidi e nevosi.
Durante il corso dell'anno, la temperatura si aggira tra i -5 °C e i 15 °C, con temperature molto raramente al di sotto dei -13 °C o al di sopra dei 19 °C. In particolare, la stagione calda dura da metà giugno alla fine di agosto, con una temperatura media superiore ai 13 °C; invece, la stagione fredda va da settembre agli inizi di aprile, con una temperatura mediamente compresa tra i -5 °C e i 2 °C.
La durata del dì, invece, cambia in modo significativo nel corso dell'anno. Akureyri è estremamente vicina al Circolo polare artico, ad una latitudine appena più meridionale di esso. Sono presenti, perciò, fenomeni come il sole di mezzanotte in estate e la notte polare in inverno. Il dì più lungo dell'anno si verifica il 21 giugno, con oltre 23 ore di luce; invece, il più corto cade il 21 dicembre, con appena 3 ore di luce.
Infine, per quanto riguarda il vento, esso va in genere dagli 0 nodi (Calma secondo la Scala di Beaufort) ai 9 nodi (Brezza tesa secondo la stessa scala), superando raramente i 15 (Vento moderato). Nella maggior parte dei casi, il vento soffia, come detto in precedenza, da sud, causando la scarsità di piogge; tuttavia, capita anche che il vento soffi da nord o nord-ovest, portando gli effetti opposti.
| Clima di Akureyri                  | Mesi | Mesi | Mesi | Mesi  | Mesi  | Mesi  | Mesi  | Mesi  | Mesi | Mesi | Mesi | Mesi | Stagioni | Stagioni | Stagioni | Stagioni | Anno  |
| Clima di Akureyri                  | Gen  | Feb  | Mar  | Apr   | Mag   | Giu   | Lug   | Ago   | Set  | Ott  | Nov  | Dic  | Inv      | Pri      | Est      | Aut      | Anno  |
| ---------------------------------- | ---- | ---- | ---- | ----- | ----- | ----- | ----- | ----- | ---- | ---- | ---- | ---- | -------- | -------- | -------- | -------- | ----- |
| T. max. media (°C)                 | 0,9  | 1,7  | 2,1  | 5,4   | 9,5   | 13,2  | 14,5  | 13,9  | 9,9  | 5,9  | 2,9  | 1,3  | 1,3      | 5,7      | 13,9     | 6,2      | 6,8   |
| T. media (°C)                      | −2,2 | −1,5 | −1,3 | 1,6   | 5,5   | 9,1   | 10,5  | 10,0  | 6,3  | 3,0  | −0,4 | −1,9 | −1,9     | 1,9      | 9,9      | 3,0      | 3,2   |
| T. min. media (°C)                 | −5,5 | −4,7 | −4,2 | 1,5   | 2,3   | 6,0   | 7,5   | 7,1   | 3,5  | −0,4 | −3,0 | −5,1 | −5,1     | −0,1     | 6,9      | 0,0      | 0,4   |
| Precipitazioni (mm)                | 55,2 | 42,5 | 43,3 | 29,2  | 19,3  | 28,2  | 33,0  | 34,1  | 39,1 | 58,0 | 54,2 | 52,8 | 150,5    | 91,8     | 95,3     | 151,3    | 488,9 |
| Eliofania assoluta (ore al giorno) | 6,2  | 36,4 | 77,5 | 129,0 | 173,6 | 177,0 | 158,1 | 136,4 | 84,0 | 52,7 | 12,0 | 0,0  | 14,2     | 126,7    | 157,2    | 49,6     | 86,9  |

## Popolazione
A differenza delle altre zone al di fuori della capitale Reykjavík e dei suoi dintorni, la popolazione di Akureyri è in crescita (dal 1997 al 2006: + 10 %).
Akureyri conta una popolazione di 17.754 persone al censimento del 2011. La popolazione nel 1910 era di 2.239 persone, salendo a 7.711 nel 1950 e 16.756 nel 2005. Il 20% della popolazione attiva è impiegato nel settore dei servizi. Al 1º gennaio 2008, ad Akureyri si contavano 8.541 persone di sesso maschile e 8.779 persone di sesso femminile; in quello stesso anno, i decessi ad Akureyri sono stati appena 123 (44 uomini, 79 donne). Nel 2008, 1.098 persone sono migrate da Akureyri verso altri luoghi, ma questa migrazione è stata compensata dall'arrivo di 78 immigrati.
| Anno        | 1901 | 1910 | 1920 | 1930 | 1940 | 1950 | 1960 | 1970  | 1980  | 1990  | 2000  |
| Popolazione | 1347 | 2084 | 2575 | 4198 | 5564 | 7188 | 8835 | 10755 | 13420 | 14174 | 15456 |

| Anno        | 2001  | 2002  | 2003  | 2004  | 2005  | 2006  | 2007  | 2008  | 2009  | 2010  | 2011  |
| Popolazione | 15692 | 15947 | 16142 | 16359 | 16568 | 16859 | 16921 | 17423 | 17633 | 17573 | 17754 |

### Istruzione superiore

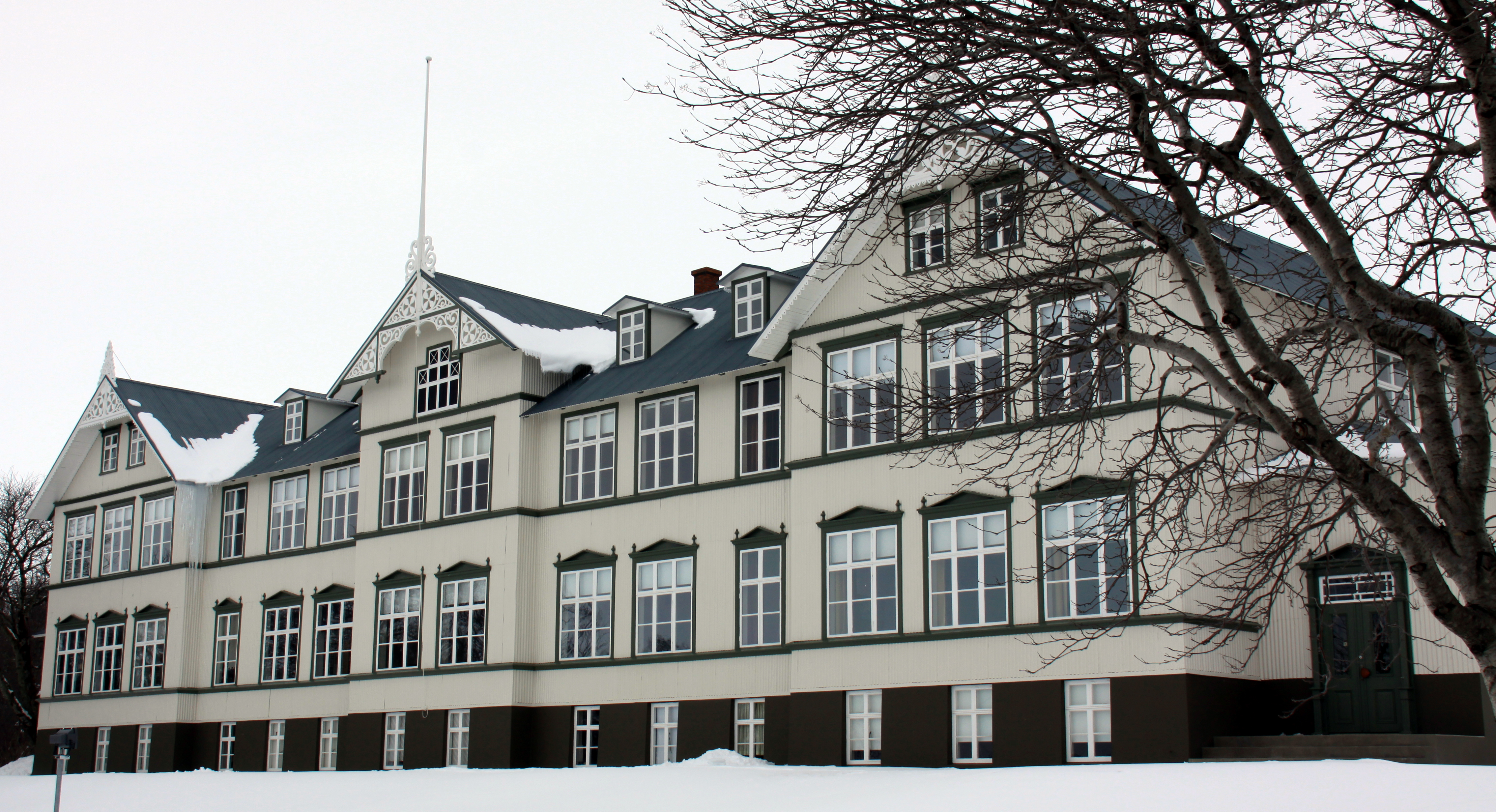
Il vecchio edificio (Gamli Skóli) della Menntaskólinn ad Akureyri.

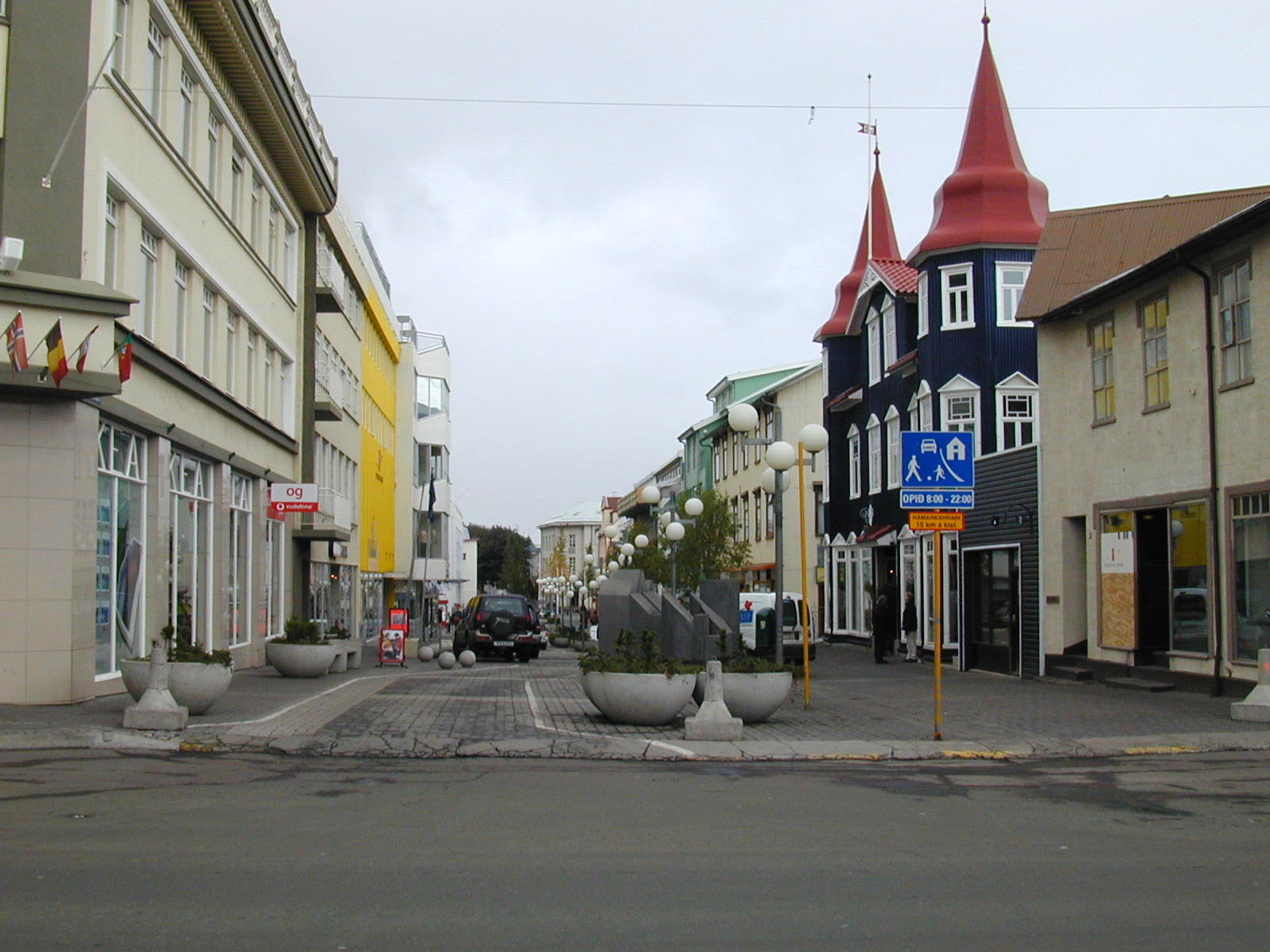
Il centro cittadino di Akureyri.

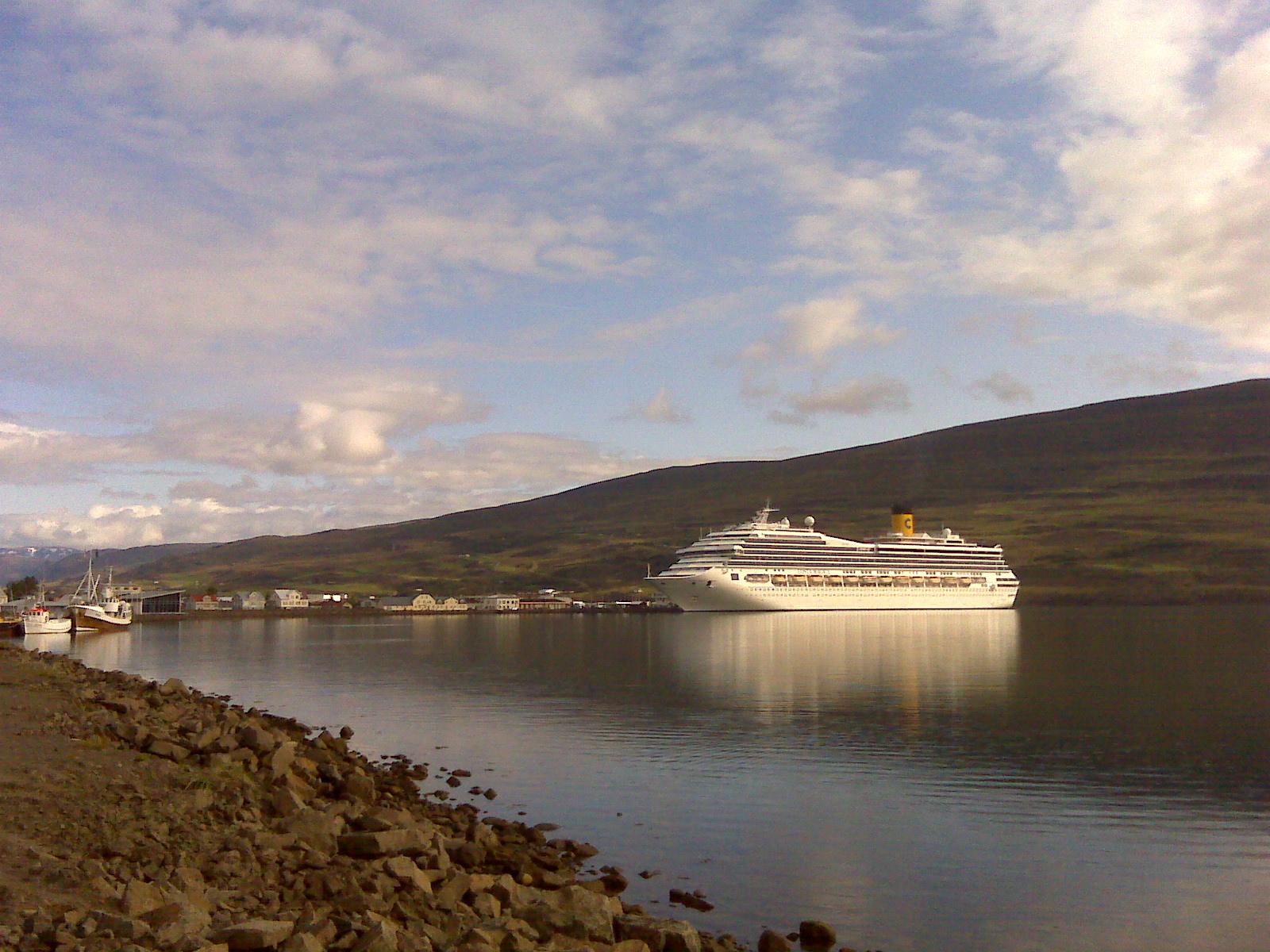
Una nave da crociera ad Akureyri.

Ci sono due scuole secondarie ad Akureyri: la Verkmenntaskólinn á Akureyri e la Menntaskólinn á Akureyri, che è la seconda più antica d'Islanda e una della più prestigiose del Paese. La città ospita anche un'università, la "Háskólinn á Akureyri", fondata nel 1987. Ci sono tre facoltà: la Facoltà di Economia, la Facoltà di Studi umanistici e Scienze Sociali e la Facoltà di Medicina. L'Accademia delle Scienze di energia rinnovabile, fondata nel 2006 e che offre corsi di formazione nel campo delle energie rinnovabili, ha sede proprio ad Akureyri. Questa scuola offre lauree in collaborazione con due università in Islanda.

## Criminalità
Le statistiche sulla criminalità sono state pubblicate dalla polizia nazionale nel 2000. La città di Akureyri ha riportato un totale di 2.891 infrazioni delle regole stradali ogni 10.000 abitanti contro una media nazionale di 2.397. Akureyri dispone di cinque centrali di polizia. Tuttavia, a parte sporadici episodi, tutta l'Islanda, compresa Akureyri, ha uno dei tassi di criminalità più bassi al mondo.

## Amministrazione comunale
Akureyri è governata da un consiglio comunale eletto direttamente dai residenti maggiorenni. Il consiglio comunale è composto da 11 membri, eletti per un mandato di quattro anni. Il sindaco è nominato dal consiglio: la scelta ricade solitamente su un membro del consiglio stesso, ma può essere incaricata anche una persona esterna ad esso.
Le ultime elezioni comunali si sono svolte il 31 maggio 2014. La "Lista del Popolo" (Listi fólksins), che nel 2010 ottenne la maggioranza in Consiglio comunale portando 6 degli 11 membri, si unì dopo la vittoria alla "Lista cittadina" (Bæjarlistinn) nella "Lista-L", la quale contava in totale sette membri. Dopo le elezioni del 2014, il numero di membri della "Lista-L" è crollato a due. Una maggioranza risicata è stata ottenuta dal Partito dell'Indipendenza (Sjálfstæðisflokkurinn) con 3 membri col 25,8% dei voti. Invece, l'Alleanza Socialdemocratica (Samfylkingin) e il Partito Progressista (Framsóknarflokkurinn) hanno ottenuto due membri a testa, mentre Sinistra - Movimento Verde (Vinstrihreyfingin - grænt framboð) e Futuro Luminoso (Björt Framtíð) ne hanno ottenuto uno solo. La Lista-L, l'Alleanza Socialdemocratica e il Partito Progressista hanno formato la maggioranza e hanno deciso che Eiríkur Björn Björgvinsson, sindaco dal 2010, restasse in carica.
Il Comune di Akureyri comprende anche l'isola di Grímsey, situata sul Circolo polare artico.

### Cronologia dei sindaci
- 1919–1934: Jón Sveinsson
- 1934–1958: Steinn Steinsen
- 1958–1967: Magnús Guðjónsson
- 1967–1976: Bjarni Einarsson
- 1976–1986: Helgi M. Bergs
- 1986–1990: Sigfus Jónsson
- 1990–1994: Halldór Jónsson
- 1994–1998: Jakob Björnsson
- 1998–2007: Kristján Þór Júlíusson
- 2007–2009: Sigrún Björk Jakobsdóttir
- 2009–2010: Hermann Jón Tómasson
- 2010–2018: Eiríkur Björn Björgvinsson
- dal 2018: Ásthildur Sturludóttir

## Gemellaggi
| Città             | Dall'anno | Paese     |
| ----------------- | --------- | --------- |
| Ålesund           | ?         | Norvegia  |
| Lahti             | 1947      | Finlandia |
| Västerås (comune) | ?         | Svezia    |
| Randers           | ?         | Danimarca |
| Murmansk          | 1994      | Russia    |

## Economia
L'industria della pesca è sempre stata una parte importante dell'economia locale. Negli ultimi anni, il settore dei servizi e delle industrie è cresciuto. L'istruzione superiore è anche un settore in crescita nell'economia locale. Il 20% della popolazione attiva è impiegato nel settore dei servizi.
Due delle cinque più grandi compagnie di pesca in Islanda hanno sede ad Akureyri. Altre società di grandi dimensioni hanno la loro sede ad Akureyri: Samherji, Norðurmjólk, hf Brim, e Vífilfell, la più grande fabbrica di birra in Islanda.
Le società pagano un'aliquota del 18% al governo, che è uno dei tassi più bassi al mondo. A parte questa, non ci sono ulteriori imposte sul reddito delle società.

## Infrastrutture e trasporti

### Trasporto aereo
Akureyri possiede un aeroporto (codice IATA: AEY). L'aeroporto di Akureyri è uno dei quattro aeroporti internazionali d'Islanda e l'unico aeroporto internazionale situato nel nord del paese. L'aeroporto attualmente viene utilizzato principalmente per voli nazionali, mentre i voli internazionali sono limitati all'estate. Air Iceland (in patria nota anche come Flugfélag Íslands) effettua numerosi voli quotidiani da/per Reykjavík, ma ci sono voli anche verso Vopnafjörður, l'isola di Grímsey e verso Tórshavn (in islandese: Þórshöfn), capitale delle Isole Fær Øer. Dal 2006, Iceland Express effettua ogni estate voli internazionali tra Akureyri e Copenaghen, capitale della Danimarca. Nel 2007, l'aeroporto ha visto il passaggio di 221 200 passeggeri.

### Trasporto stradale
La Hringvegur o strada Anello (in islandese: Þjóðvegur 1) collega la città con altre parti del paese, tra cui Reykjavík, che si trova a 390 km.

### Trasporto urbano
Ci sono diverse linee di autobus gestiti dalla SVA. Dal 2008 il servizio di autobus è gratuito e ciò ha causato un incremento del 130% del numero di passeggeri rispetto all'anno precedente.

### Trasporto marittimo
Il porto di Akureyri è di vitale importanza per la città, poiché buona parte dell'economia è basata sulla pesca. Il porto è importante anche per il trasporto di merci e per il turismo, con navi da crociera che fanno scalo ad Akureyri durante i mesi estivi. Il fatto che il porto sia libero dal ghiaccio anche in inverno ha giocato un ruolo importante nella storia della città.

## Cultura
Akureyri è una città molto importante dal punto di vista culturale. Durante l'estate, ci sono molti festival nella città e nei suoi dintorni. Questi includono anche il "festival medievale" che si tiene ogni anno a Gásir. In città c'è anche una delle più grandi biblioteche d'Islanda.

### Architettura e monumenti
Al centro della città spicca certamente l'Akureyrarkirkja (chiesa di Akureyri). La grande chiesa, conosciuta anche come la Cattedrale del ghiaccio, è ben visibile sulla collina della città. Fu costruita dall'architetto islandese Guðjón Samuélsson. Secondo le sue intenzioni, il colore e la struttura in cemento dovrebbero ricordare la natura circostante. Le vetrate raffigurano scene della storia ecclesiastica dell'Islanda. Si possono trovare alcuni rilievi notevoli del famoso scultore Ásmundur Sveinsson. Anche un'altra chiesa, la Glerárkirkja, progettata dall'architetto Svanur Eiríksson, si distingue per la sua architettura moderna. La prima parte della chiesa fu inaugurata nel 1985, mentre la navata centrale fu costruita nel 1987. Infine, una piccola chiesa di legno, la Lögmannshlíðarkirkja, si trova sulle alture del comune.

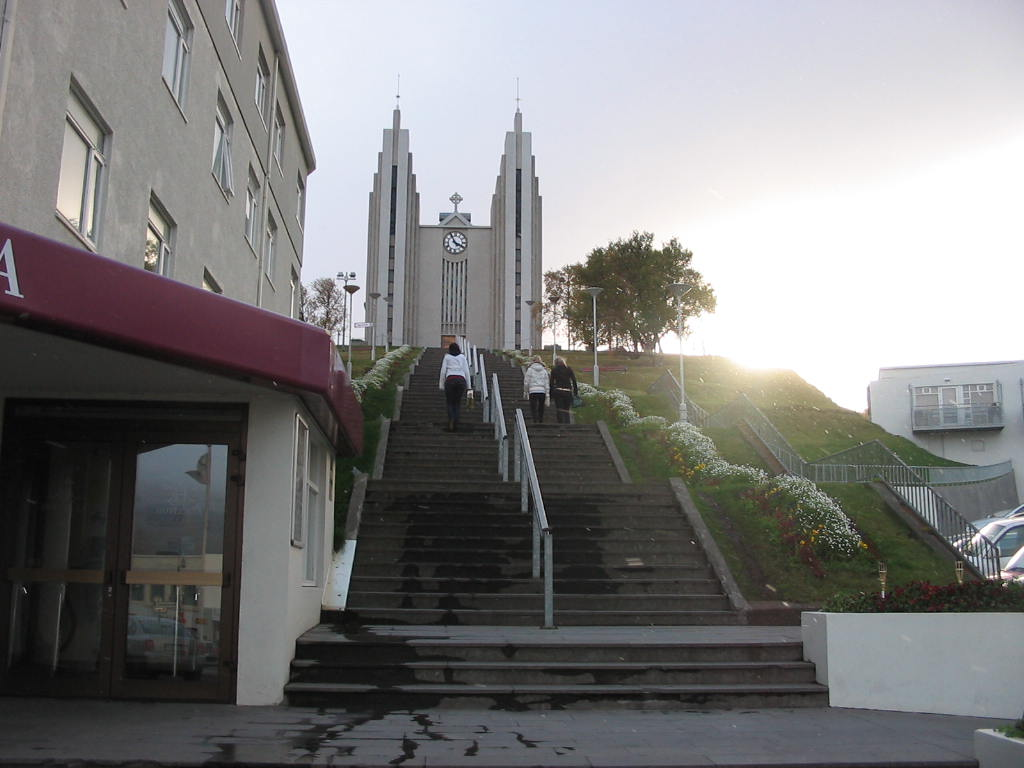
Akureyrarkirkja
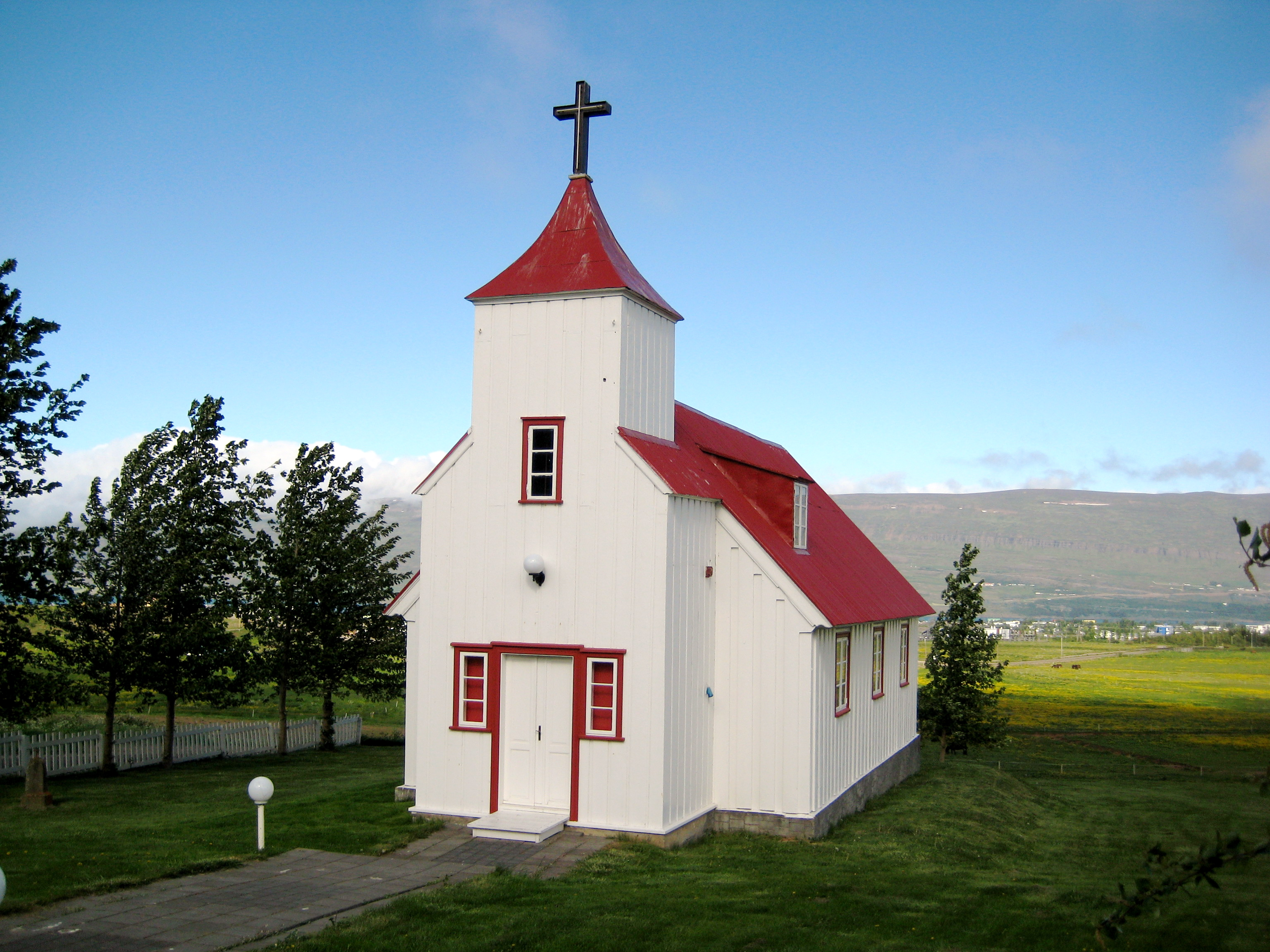
Lögmannshlíðarkirkja

Molte celebrità islandesi hanno vissuto ad Akureyri. La Nonnahús è la casa dove è vissuto il noto autore di libri per bambini Jón Sveinsson (1857-1944). Egli scrisse una serie di romanzi incentrati su una sola figura, il giovane Nonni, che lasciò l'Islanda per esplorare il mondo. Oggi la casa è un museo con mobili risalenti al XIX secolo e con varie reminiscenze dell'autore. La Sigurhæðir' fu la casa del poeta Matthías Jochumsson che compose, tre le altre cose, il testo del Lofsöngur, l'inno nazionale islandese. È inoltre possibile visitare la casa dello scrittore e bibliotecario David Stefansson, la Daviðshús. Infine, il Laxdalshús è uno degli edifici più antichi di Akureyri, in quanto costruito nel 1795.

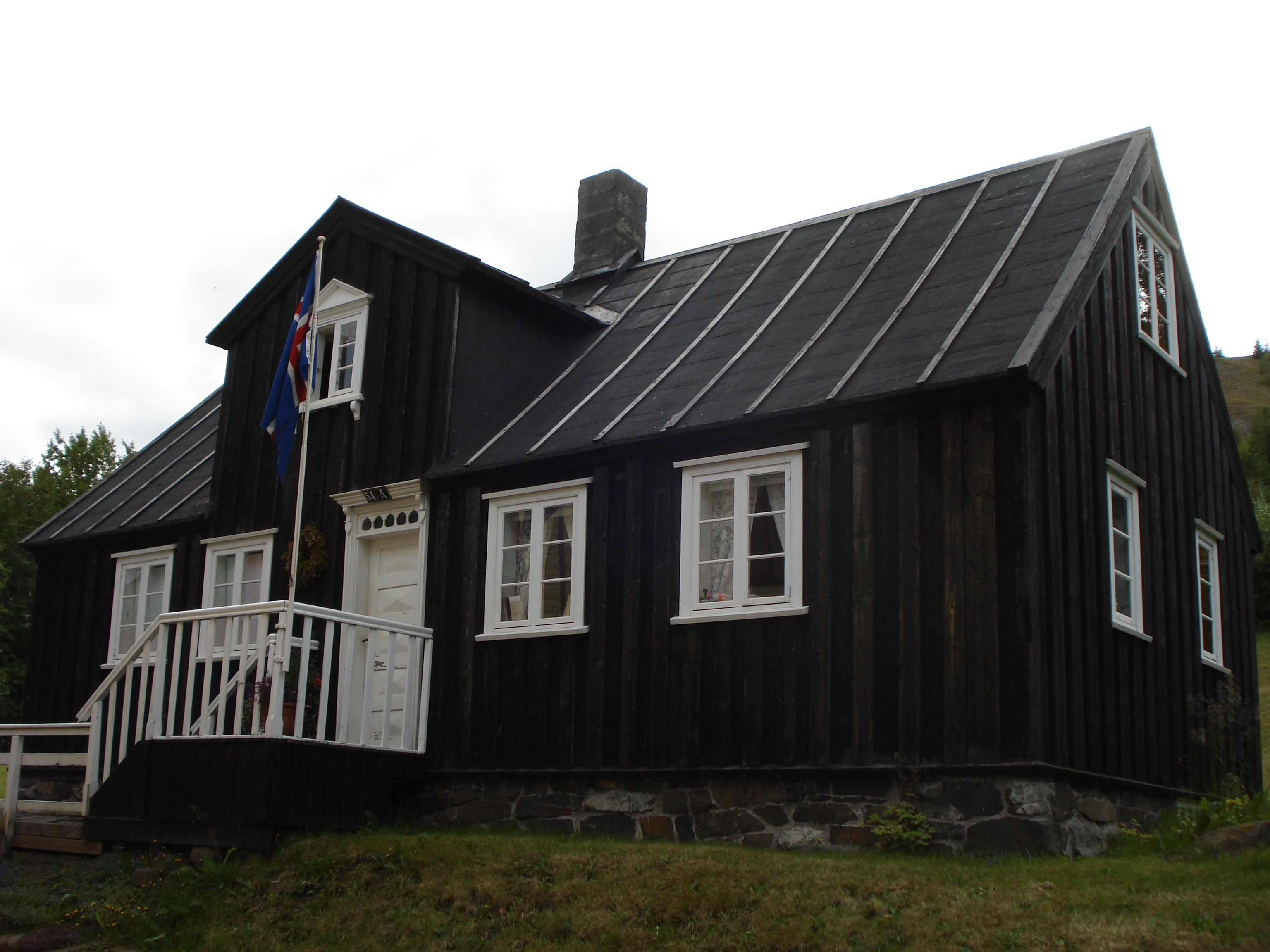
Nonnahús
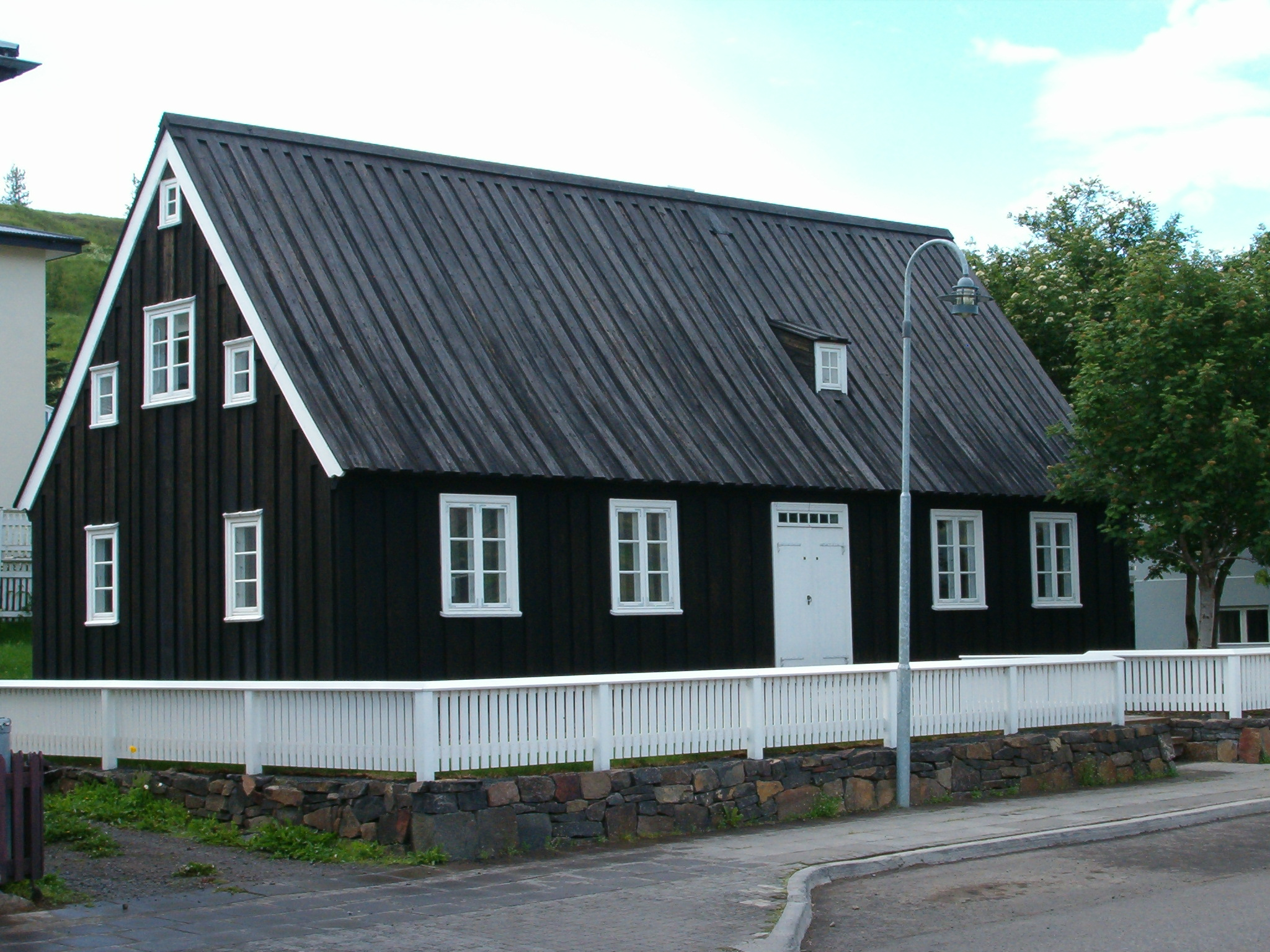
Laxdalshús

### Musei
Ci sono diversi musei ad Akureyri: il Museo dell'Arte (Listasafnið á Akureyri), dove sono presenti soprattutto opere d'arte moderna, un ecomuseo (Minjasafnið á Akureyri) interamente dedicato alla storia dell'Eyjafjörður, e il museo d'arte naturale (Náttúrufræðistofnun Norðurlands), dove sono presenti piante ed animali della zona.

### Altri siti d'interesse
Il giardino botanico (Lystigarður Akureyrar) si trova vicino alla Akureyrarkirkja e possiede 6.000 diversi tipi di fiori, alberi e piante di tutto il mondo e circa 400 tipi di piante tipiche dell'Islanda.

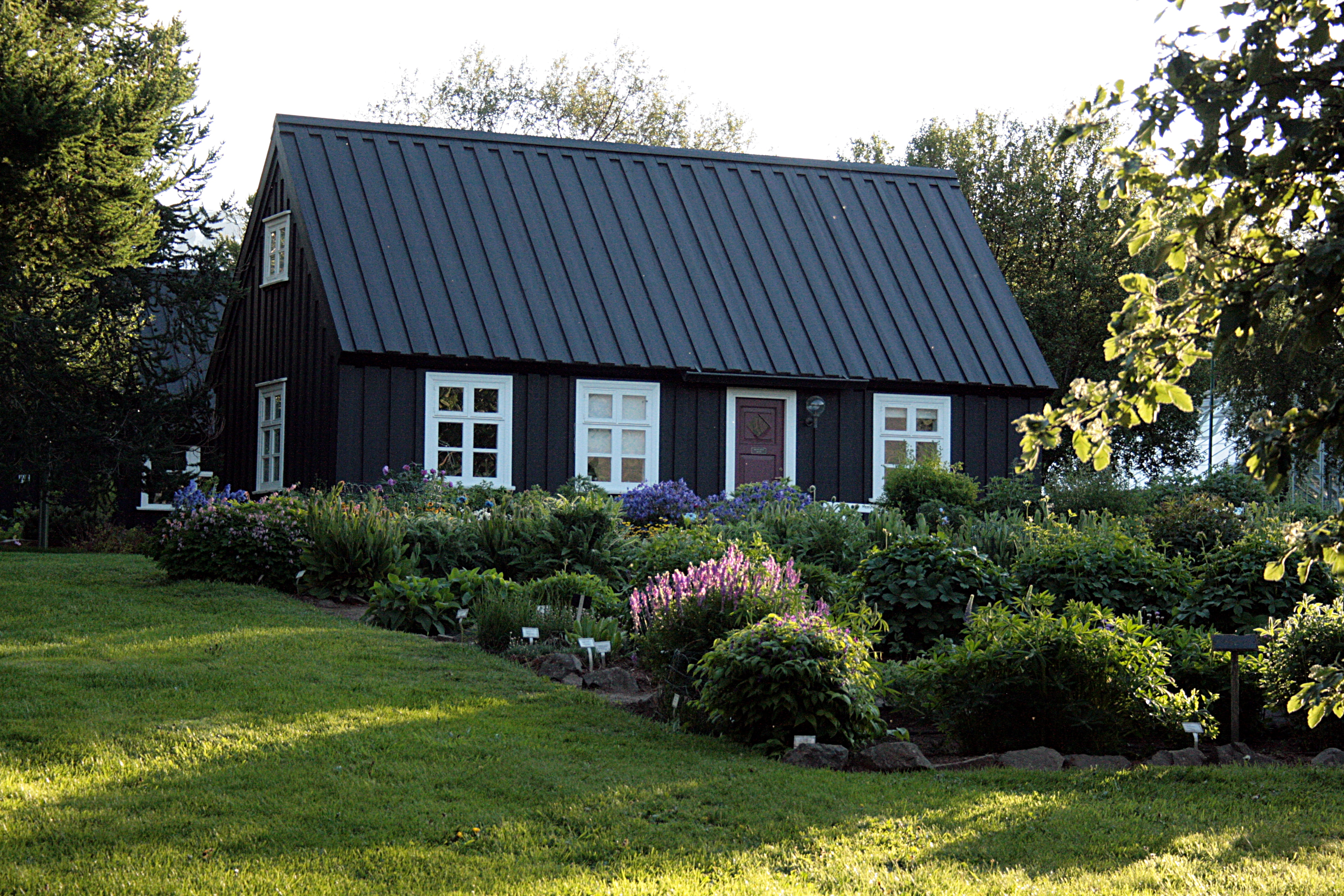
L'Eyrarlandsstofa
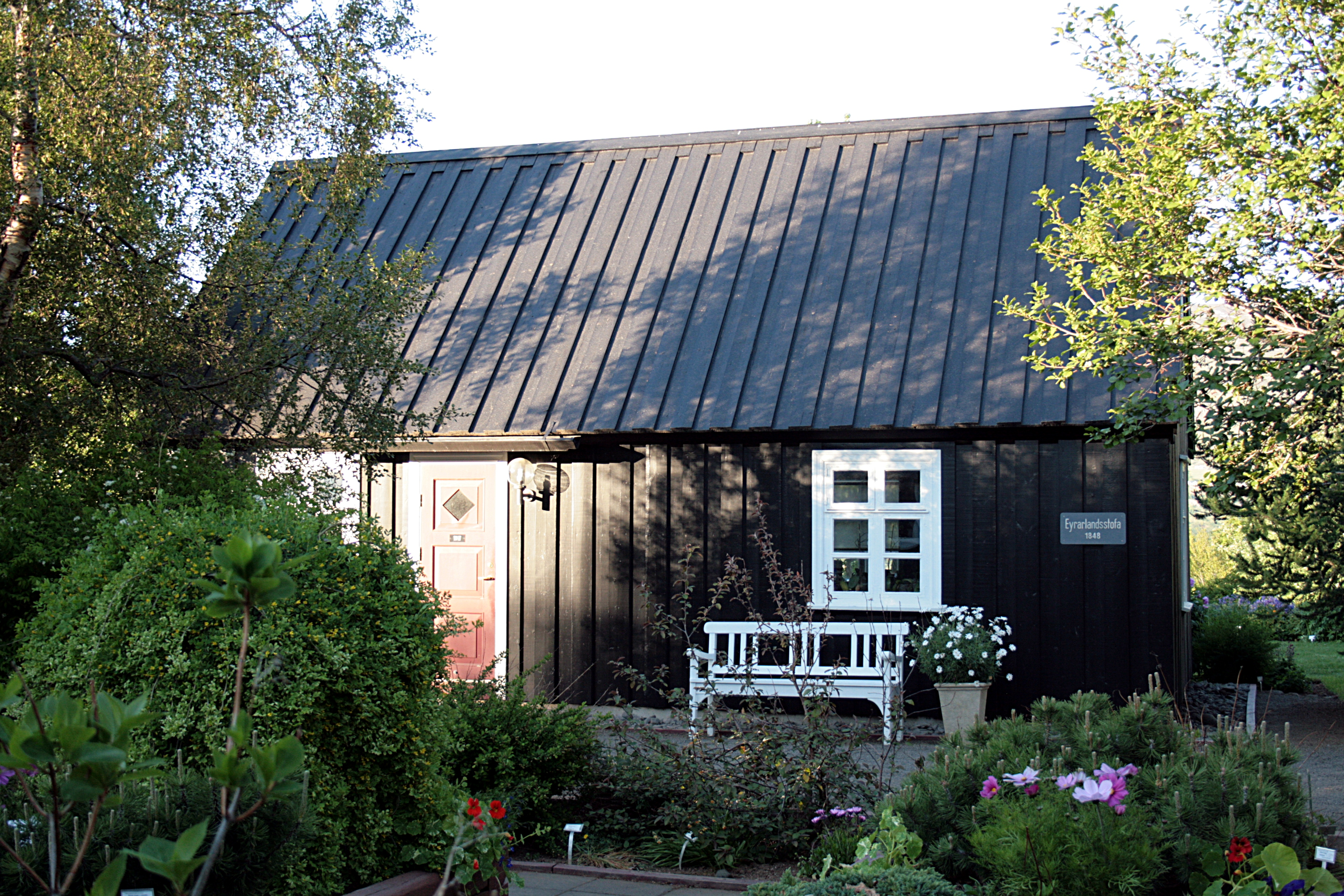
L'Eyrarlandsstofa
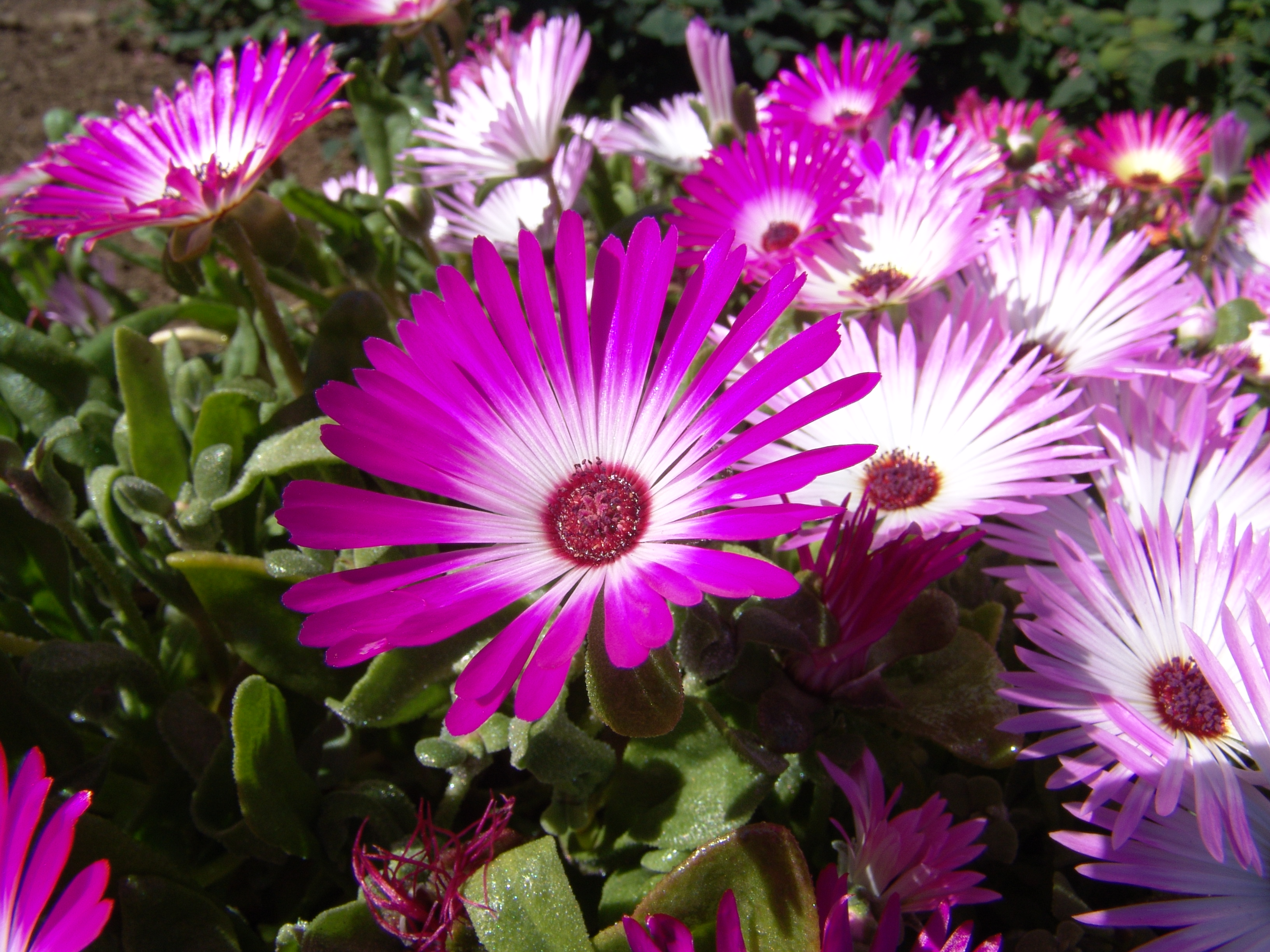
Alcuni fiori del giardino botanico

### I dintorni di Akureyri

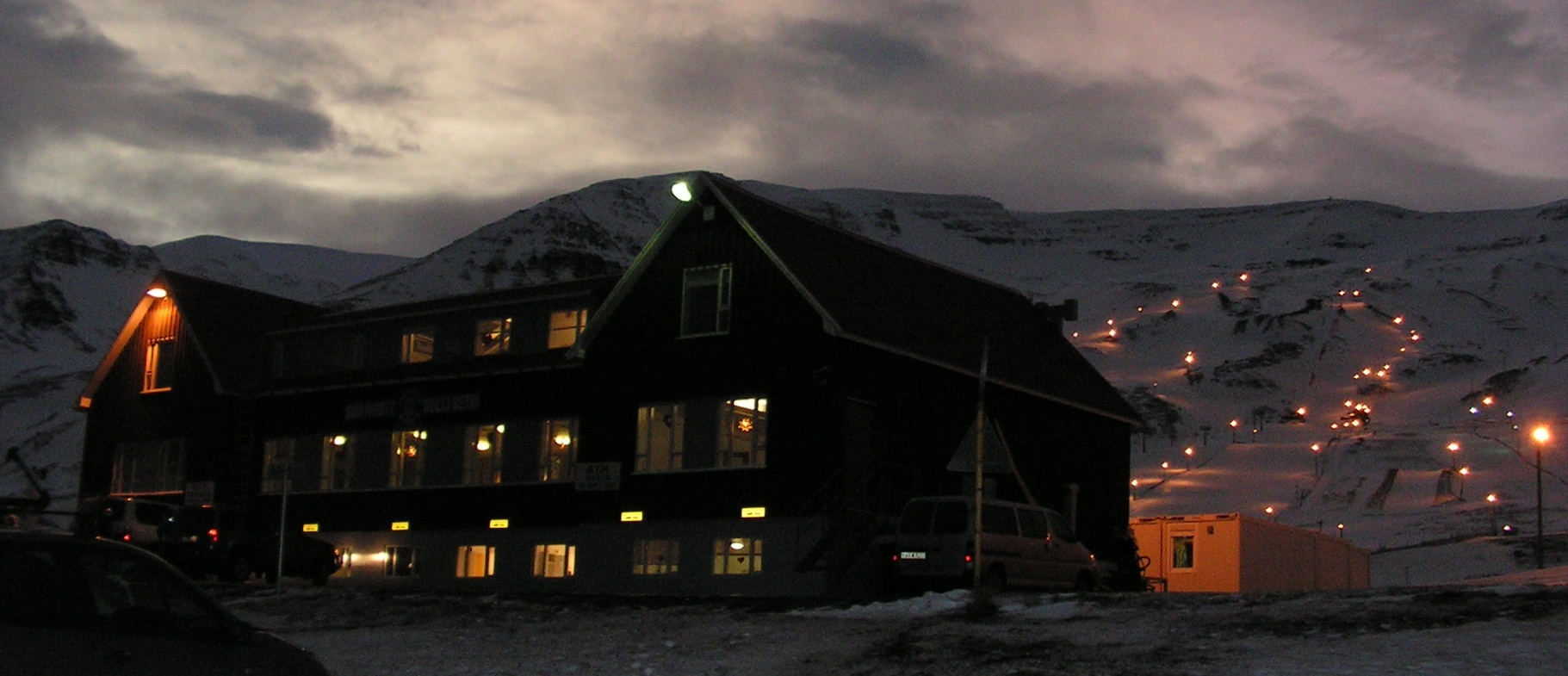
Le piste sciistiche del monte Hlíðarfjall, ad ovest di Akureyri.

Spesso Akureyri è utilizzata dai turisti come base per le escursioni nell'Islanda settentrionale. Tra i siti naturali nelle vicinanze ci sono il lago Mývatn, la cittadina di Húsavík che offre la possibilità di ammirare le balene, le isole di Grímsey e Hrísey e le cascate Dettifoss e Goðafoss. In inverno, si può praticare lo sci sul monte Hlíðarfjall.

### Media
Il giornale Vikudagur è pubblicato ad Akureyri.

## Sport
Nella città risiedono due squadre di calcio professionistico il KA Akureyri e il Þór Akureyri. Nella stagione 2025, la prima milita in "Úrvalsdeild' (la prima serie del calcio islandese), mentre la seconda in 1. deild karla (la seconda serie).